# Герб Веселого
Герб Весе́лого затверджений 28 грудня 1999 р. рішенням N5 VIII сесії Веселівської селищної ради XXIII скликання.

## Опис
У синьовому полі дві золоті волові голови, над ними три золоті чотирьохпроменеві зірки, одна (більшого розміру) над двома, внизу — золотий колос, охоплений срібною підковою. Щит обрамований декоративним картушем і увінчаний срібною міською короною з трьома вежками.
Автор — В. Лисицин.

## Значення символів
Голови волів указують на традиційний чумацький промисел. Зірки означають Чумацький шлях, а також три села (Єлизаветівку, Новоолександрівку та Ясну Поляну), що підпорядковані місцевій раді. Колос уособлює землеробство у Таврійських степах, а підкова — побажання щасливого майбутнього.